# Чичаррон

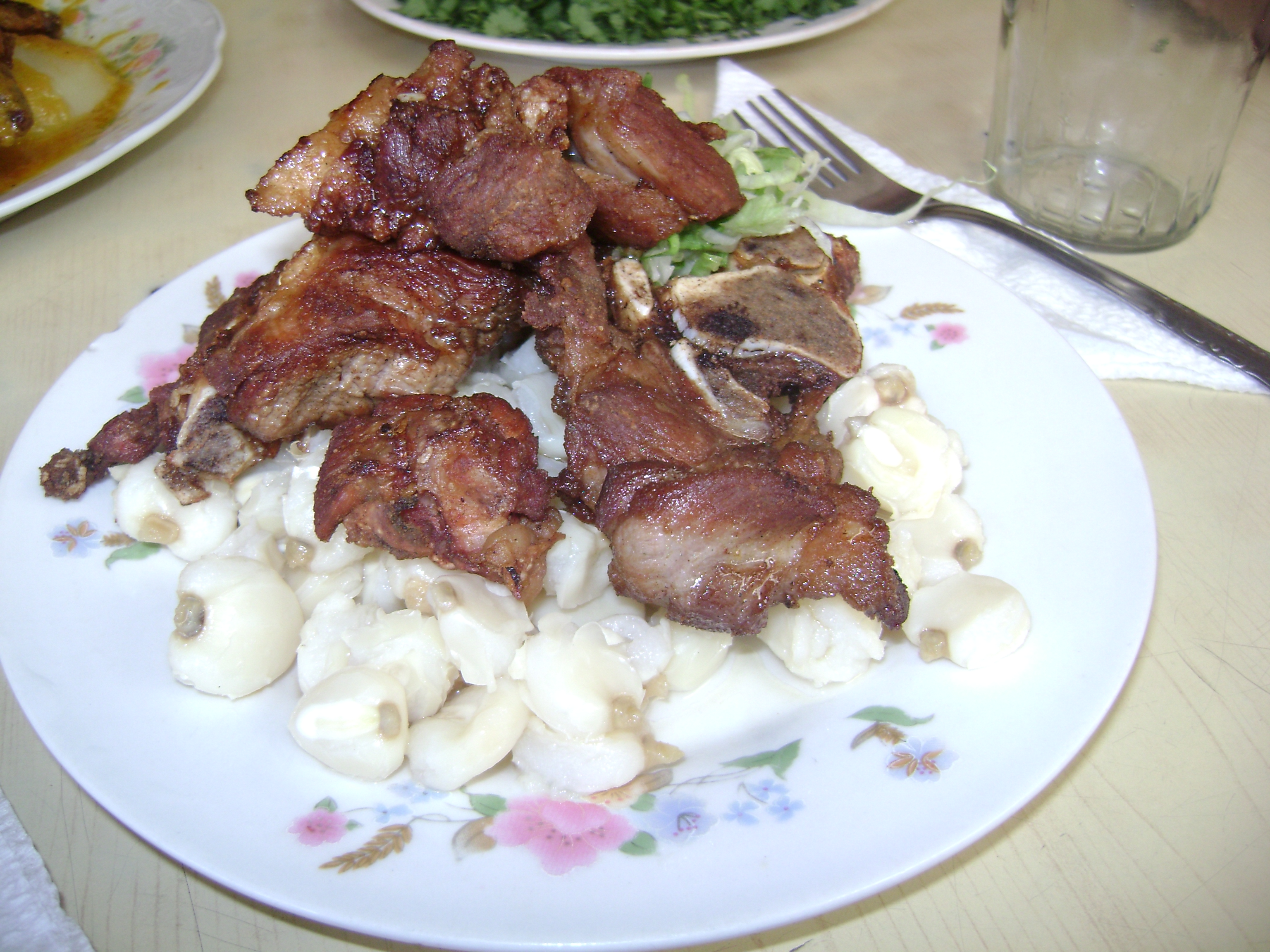
Чичаррон в Перу

Чичарро́н (исп. chicharrón) — блюдо, приготовляемое из жареной свиной шкурки, иногда из курятины, баранины или говядины.
Чичаррон популярен в Андалусии, Испании, и Латинской Америке и является частью традиционной кухни Аргентины, Боливии, Бразилии (там его называют torresmo), Колумбии, Кубы, Доминиканской Республики, Гватемалы, Гондураса, Сальвадора, Мексики, Никарагуа, Панамы, Перу, Филиппин, Пуэрто-Рико, Венесуэлы, и других стран. Чичаррон обычно готовят из различных кусков свинины, но иногда делают из баранины, а в Аргентине — из говядины. В Коста-Рике чичаррон делают обычно из свиных рёбер или других частей туши, шкуру используют редко.
При использовании свиной шкурки к ней добавляют приправы и обжаривают во фритюре. В Мексике чичаррон едят с тако или gordita с соусом salsa verde. В Латинской Америке используют сами по себе как закуску, с качапой, как начинку в арепе или пупусе, или в составе различных подлив и супов.
 — В центральной Венесуэле, чичаррон обычно продают вдоль скоростных автомагистралей в качестве закуски. Представляет собой хрустящие, значительного размера порции свиной шкуры вместе с мясом.
 — В Перу чичаррон едят как закуску. Гарнир включает в себя подливу из красного лука, жареный маниок и другие местные варианты. Чичаррон можно также делать из рыбы.
Разновидность cueritos делается из свиной шкуры, маринованной в уксусе вместо обжаривания во фритюре. Едят как закуску.
 — Мексиканская компания «Barcel», специализирующаяся на производстве закусок, выпускает вегетарианскую версию со вкусом перца чили и лайма с 1980 года. Chicharrón de Puerco и chicharrón de cerdo продаются многими продовольственными компаниями Мексики.
 — В Пуэрто-Рико чичаррон делают также из курятины. Существует два способа приготовления. Первый — маринование в течение ночи в смеси тёмного рома, лимонного сока, соли и давленого свежего чеснока. Перед обжаркой обваливают в муке, смешанной с приправой adobo seco и паприкой. Второй способ — обмакнуть курятину в смесь яйца и соуса Табаско, а затем обвалять в муке с добавкой adobo seco, паприки и, возможно, кайенского перца. Свиной чичаррон обычно измельчают и добавляют в mofongo.
 — tsitsaron, как он пишется на филиппинском языке (chicharrón сейчас также допустимый вариант) обычно едят с уксусом, рубленым перцем чили в уксусе или с пастой bagoong, печёночным соусом lechon, или маринованой папайей, называемой atchara. Также популярен Tsitsarong manok, сделанный из куриной кожи.
 — В Боливии чичаррон делают из свиных рёбер, приправленных чесноком, орегано и лимоном. Их варят, затем готовят в собственном соку, добавляя пиво или чичу для улучшения вкуса. Свиной чичаррон обычно подают только по воскресеньям и едят с соусом llajwa, томатной сальсой и моте. Существуют разновидности чичаррона, приготовляемые из курятины или рыбы.
 — в Доминиканской Республике чичаррон, особенно куриный (также известен как pica-pollo), едят обычно с тостонесами. Вымытую и обсушенную курицу рубят на маленькие кусочки, приправляют смесью лимонного сока, соевого соуса и соли. Делают кляр из муки, перца, паприки и соли в пластиковом пакете, в который потом помещают мясо и встряхивают. Кусочки обжаривают во фритюре (не удаляя лишнюю муку) до образования золотистой хрустящей корочки.
 — чичаррон обычно делают из свиной шкуры и продают в пластиковых пакетиках как закуску. В Нью-Мексико под этим названием часто подразумевают просто обжаренный свиной жир (шкварки, иногда с кусочками постного мяса).